# Conus harveyensis
Conus harveyensis é uma espécie de gastrópode do gênero Conus, pertencente à família Conidae.